# Міко а Мабіїнк ма Мбулу
Міко а Мабіїнк ма Мбулу (Мікопе Мобінджі) (*д/н — бл. 1890) — 20-й н'їм (володар) держави Куба в 1885—1890 роках.

## Життєпис
Син н'їма Міко міМбулу. 1885 року після смерті брата Мбоп а Мабіїнк ма Мбулу посів трон. В цей час на кордон держави — до поселення Ібанк — прибув доктор Людвіг Вольф, якого бельгійський король Леопольд II відправив з метою переконати або змусити правителя Куби підкоритися та увійти до складу Вільної держави Конго. В цей час завершувалася Берлінська конференція, на якій було погоджено про входження регіону разом з Кубою до володінь Леопольда II.
Н'їм відправив свого родича Мбота Ікумаама щодо перемовин з єврпоейцями. Зрештою було надано дозвіл Вольфу спуститися річкою Касай уздовж західного кордону Куби. 1886 року Волф заснував місто Луебо поруч з селищем Кете у володіннях н'їма. Луебо швидко став важливим торгівельним центром. З 1888 року належала торгівельній компанії Бельгійське Анонімне Товариство, яке стало головним партнером в торгівлі гуміарабіком, слоновою кісткою та деревиною з державою куба.
Разом з тим Міко а Мабіїнк ма Мбулу не визнав рішень Берлінської конференції, відмовлявсявід подарунків європейців, забороняв їм перетинати кордони Куби, також не пропускав бельгійські торгівельні каравани. Помер 1890 року. Йому спадкував небіж Кото а Мбвекі а Міленг.